# Zwolle
 Zwolle é uma cidade do leste dos Países Baixos, capital da província de Overissel, junto do rio Issel. Conta com uma população aproximada de 120.000 habitantes. A norte situa-se Giethoorn, uma pequena localidade conhecida como "a Veneza verde", uma das suas atracções turísticas.

## História

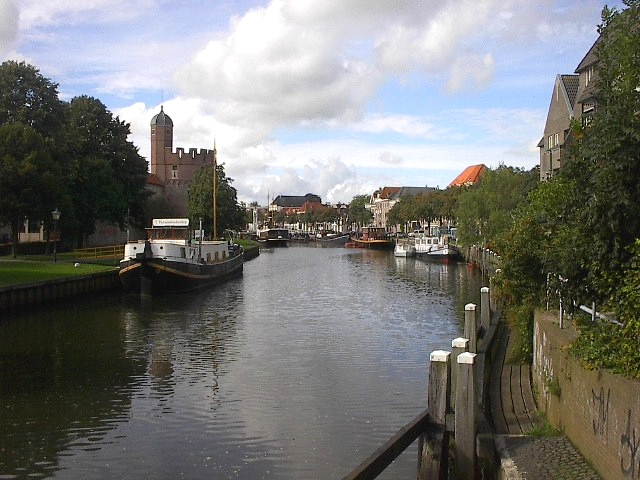
Thorbeckegracht.

Achados arqueológicos encontrados na área de Zwolle indicam a região é habitada há muito tempo. No subúrbio de Zwolle-Zuid, um sítio da Idade do Bronze foi encontrado em 1993. Durante a época romana, a área foi ocupada por francos sálios.
A cidade foi fundada cerca de 800 por frísios, mercadores e tropas de Carlos Magno. O nome de Zwolle vem da palavra Suolle, que significa montanha (do inglês "to swell"). Zwolle situa-se numa pequena montanha entre os três rios que rodeiam a cidade, Issel, Vecht  e Zwarte Water. Este monte foi a única parte que não é inundada durante as grandes enchentes. 
A menção mais antiga sobre Zwolle data de 1040. Documentos referem uma igreja dedicada a São Miguel. Esta igreja, a Grote ou Sint Michaëlskerk, foi reconstruída em meados do século XV e ainda existe. A igreja tem um púlpito esculpido, trabalho de Adam Straes van Weilborch (1620?), outras boas esculturas e o órgão (1721). 

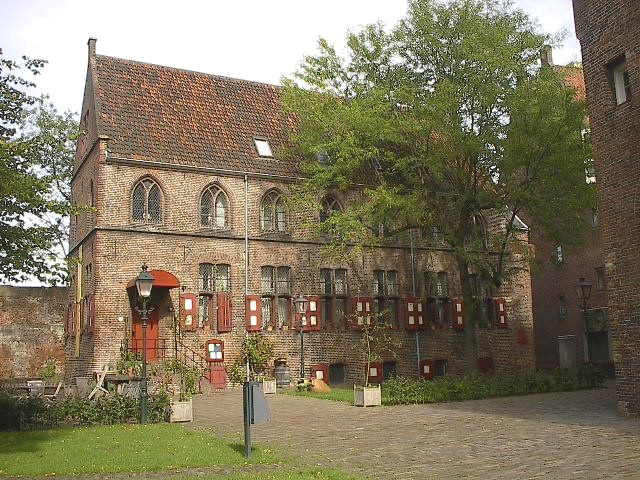
Librije.

Em 30 de Agosto de 1230, o bispo de Utrecht concedeu a Zwolle o exercício do direito administrativo. Em Julho de 1324 e em Outubro de 1361, conflitos na região incendiaram Zwolle. Nestes fogos, só nove edifícios se salvaram das chamas. A idade de ouro de Zwolle foi o século XV. Zwolle foi um importante membro da Liga Hanseática e uma das mais importantes cidades do norte dos Países Baixos. Entre 1402 e 1450, a riqueza da cidade multiplicou-se por seis.
Até 1911, Zwolle foi um ponto mercantil fluvial, um grande mercado de pesca e um dos produtores de gado mais importantes dos Países Baixos a seguir a Roterdão. As indústrias mais importantes eram as fábricas de algodão, metalurgias, construção de barcos, tintas, telas e sal.

## Blauwvingers
Os cidadãos de Zwolle são conhecidos como Blauwvingers ("Dedos Azuis"). A lenda conta que fruto da rivalidade entre a cidade vizinha de Kampen, o governo local viu-se obrigado a vender o sino da igreja a Kampen por falta de dinheiro. Para se assegurar de que Kampen não fizesse por sua vez negócio, venderam-na por um preço bem elevado. Kampen aceitou os termos, com a condição de que eles escolheriam o modo de pagamento. Zwolle aceitou e Kampen pagou com moedas de cobre de quatro duiten. Dado o ocorrido, Zwolle quis assegurar-se de que Kampen tinha pago a totalidade do preço. As autoridades locais contaram o dinheiro com as mãos e os seus dedos ficaram azuis, devido à fricção com o cobre.

## Edificios

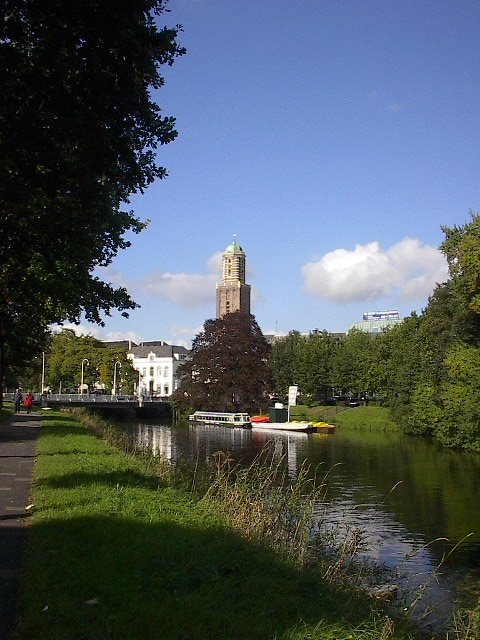
Peperbus

Atrás do Grote Sint Michaëlskerk, estão vários dos monumentos de Zwolle. A basílica românica de Onze Lieve Vrouwe ten Hemelopneming (N. Sra. da Ascensão) terminada em 1399. A torre da igreja, chamada Peperbus (moinho de pimenta), é uma das mais altas e importantes dos Países Baixos. Foi construída em 1448. É possível visitá-la, e do alto pode-se contemplar uma magnífica vista de Zwolle, já que é o ponto mais alto do centro urbano.
Deve ser mencionado o Sassenpoort (uma das antigas portas da cidade), aMosterdmakerstoren (edifício onde se fazia mostarda), o grémio (1571), as oficinas provinciais, o mosteiro dominicano e o museu de história natural.